# Torre Stark
El Complejo de la Torre Stark es un rascacielos ficticio que aparece en las publicaciones de Marvel Comics. Ubicada en Midtown Manhattan, Ciudad de Nueva York, EUA, el complejo lleva el nombre de su propietario Tony Stark que es el alter ego del superhéroe Iron Man. La estructura está compuesta de una torre principal de 93 pisos, flanqueada por un Edificio Sur de 35 pisos y el Edificio Norte de 55 pisos. Situado en la parte superior de la torre principal estaba la Atalaya del superhéroe. El Vigía, pero ha sido sustituida por el observatorio de Heimdall. 
La torre principal es conocida informalmente como la Torre de los Vengadores, pues sirve como la sede del equipo de superhéroes, Los Vengadores, parecida a la Mansión de los Vengadores. Actualmente, la Torre Stark principal se encuentra en Broadway, ocupando el espacio donde se encuentra el Edificio Condé Nast en el mundo real.
La Torre Stark, que finalmente se cambió a la Torre de los Vengadores, se ha mostrado en varias películas ambientadas en el Universo cinematográfico de Marvel, comenzando con The Avengers (2012).

## Historia ficticia
El Complejo de la Torre Stark fue construido como una instalación financiera y de negocios de clase mundial para complementar el distrito de negocio de Midtown Manhattan. El edificio fue terminado como un faro resplandeciente de la arquitectura moderna tras cuatro años de excavación y construcción. Se encuentra en las proximidades del Columbus Circle (Manhattan) de Manhattan aproximadamente 10 cuadras al norte del Edificio Baxter, sede del equipo de superhéroes los Cuatro Fantásticos.
Aunque en un principio la intención de utilizar los tres pisos superiores de la torre principal como su piso de soltero de última tecnología, Stark los entregó a los Vengadores como su base de operaciones después de que su antigua base, la Mansión de los Vengadores, fue destruida.Durante mucho tiempo al cuidador de la Mansión de los Vengadores, Edwin Jarvis, se le pidió a retomar sus funciones en la nueva ubicación. Más tarde, cuando el Vigía se convirtió en miembro de los Vengadores, su Atalaya oculta durante mucho tiempo apareció, integrándose encima de la Torre principal, plenamente integrada en la arquitectura existente del edificio. Sirviendo como sede tanto del Vigía y como las residencias privadas de Robert Reynolds y su esposa Lindy, la atalaya de 20 pisos es operada y mantenida por la CLOC (Centrally Located Organic Computer; Ordenador Orgánico Centralmente Localizado), un equipo casi consciente de diseño propio del Vigía. Los niveles más bajos de la torre principal, junto con los edificios del sur y del norte, están muy ocupados con las filiales y organizaciones sin fines de lucro de Stark.
Después de la aprobación del Acta de Registro de Superhumanos (SRA), Iron Man fue nombrado para encabezar el equipo especial encargado de hacer cumplir la ley. Posteriormente, la Torre Stark se convirtió en la base de operaciones del equipo especial. La controversia en torno a la SRA hizo que el equipo de Vengadoresse separara, dejando a Tony Stark para formar un nuevo equipo, los Poderosos Vengadores, que siguen ocupando los niveles más altos de la Torre Principal. Cuando la torre se convirtió en la sede del equipo especial de la SRA, fue asignado por el gobierno un escuadrón de guardias Cape-Killer con la señal de llamada "Unidad de Fuerza 9".
Durante los eventos de World War Hulk, una batalla violenta entre Hulk y Iron Man casi causó el colapso de la Torre Stark. La torre fue reconstruida por Stark bajo su organización de S.H.I.E.L.D., haciéndola propiedad de S.H.I.E.L.D.
La Torre Stark se convierte en el escenario de un conflicto de múltiples números entre los humanos y un Skrull homicida que los caza por deporte. Durante la "Invasión Secreta", muchos los ciudadanos de Nueva York sin poderes, entre ellos el reportero del Daily Bugle Ben Urich, acabaron en la Torre Stark. Por desgracia, se había convertido en la zona de caza para un Skrull. Se le muestra matando a la mayoría de los miembros de una firma de diseño que había rentado espacio en el edificio. Ben Urich recupera el control de las persianas de seguridad y el Skrull es engañado para arrojarse por una ventana alta. Muere en el impacto.
Cuando Norman Osborn asumió el control de S.H.I.E.L.D., y la retituló H.A.M.M.E.R., también se hizo con la propiedad de la torre. Después de que Osborn es removido del poder a raíz del Sitio de Asgard, la torre es devuelta a Stark. Con la muerte del Vigía, su atalaya desapareció de la azotea, donde es sustituida por el observatorio de Heimdall en señal de solidaridad entre la Tierra y Asgard.
Durante los eventos del Miedo Mismo, Cosa adquirió un martillo. Esto lo transformó en un ser con poder como el de los asgardianos llamado Angir: Destructor de Almas. Hulk Rojo comenzó a pelear con él para proteger a los inocentes, pero fue sacado a golpes por Cosa. Hulk Rojo sobrevivió sin embargo y para tratar de remediarlo, Cosa lanzó su martillo a través de la Torre de los Vengadores, derribándola sobre Hulk Rojo.
Más tarde se construyó una nueva Torre Stark en el sitio del original. La estructura también actuó como la sede de los Vengadores.
Cuando los Vengadores cayeron bajo la autoridad de S.H.I.E.L.D., S.H.I.E.L.D. se hizo cargo de la Torre Stark y la convirtió en su estación del Gólgota.
Durante la historia de Secret Wars, la Torre Stark es destruida por los Niños del Mañana durante la incursión entre Tierra-616 y Tierra-1610.
Después de una elipsis de ocho meses, Tony, que sufre dificultades financieras en ese momento, se ve obligado a vender la Torre Stark reconstruida a una empresa china llamada Qeng Enterprises. Tony y el resto de los Vengadores se trasladan a otra Torre Stark que se había construido cerca de Time Square.

## Otras versiones

### Marvel Adventures
La Torre Stark sirve como base de los Vengadores en Marvel Adventures: The Avengers. La lista que vive en ella es el Capitán América, Iron Man, Hulk, Spider-Man, Giant Girl, Wolverine y Tormenta.

### Ultimate Marvel
En el universo de Ultimate Marvel, la Torre Stark es la residencia de Tony Stark, Thor y Jane Foster.

## En otros medios

### Televisión
- La Torre Stark aparece en The Avengers: Earth's Mightiest Heroes, a pesar de que sólo se ve en algunos episodios desde que el equipo tiene su base en la Mansión de los Vengadores en la serie. Que es un lugar destacado en el episodio de la segunda temporada, "Solo contra AIM" cuando el líder de AIM, Científico Supremo lleva una incursión en la Torre Stark y desata a Tecnívoro para apuntar a Tony Stark.
- La Torre Stark aparece en Iron Man: Armored Adventures.
- La Torre Stark, inspirada en la encarnación del Universo Cinematográfico de Marvel, aparece en Avengers Assemble.[16]Esta versión actúa como el cuartel general de los Vengadores después de la destrucción de la Mansión de los Vengadores. 
  - En la primera temporada, el episodio piloto "El Protocolo de los Vengadores", se modela después de su aparición en la película de 2012, The Avengers.
  - En la segunda temporada, el episodio "Los Vengadores Desunidos", Ultron se hace cargo de los sistemas de la torre mediante el control de las armaduras de Iron Man. Antes de Ultron puede enviar los satélites Stark rompiendo en cada ciudad importante, Iron Man sopla en el reactor ARK que provoca que algunas partes de la Torre de los Vengadores, explota con el fin de mantener a Ultron de aprovechar los satélites Stark, pero se volvió a reconstruir en "El Chico Nuevo".
  - En la tercera temporada, es renovada de la apariencia de Avengers, Age of Ultron, hasta que al final en "Civil War: Parte 4: La Revolución de los Vengadores", es usada por Ultron al destruirlo y convertirlo en varios robots gigantes para destruir a la humanidad.
  - En la cuarta temporada, en "Más Allá", aparece reconstruida en Battleworld, donde los Vengadores y Nuevos Vengadores son transportados por el Beyonder y finalmente se reúnen con Iron Man.
- La Torre de los Vengadores aparece en la tercera temporada llamada Ultimate Spider-Man: Web Warriors, en los episodios de "El Hombre Araña Vengador, Parte 1 y 2" y "Concurso de Campeones, Parte 1 y 4".
- La Torre de los Vengadores aparece en los episodios finales de la segunda temporada de Hulk and the Agents of S.M.A.S.H., "Planeta Monstruo, Parte 1 y 2".
- La Torre de los Vengadores aparece en un cartel de publicidad de movimiento para Netflix, Daredevil,[17]Jessica Jones, Luke Cage y Iron Fist. Sin embargo, en los cuatro espectáculos, aparece el Edificio MetLife, que en realidad existe allí. Sin embargo, el edificio se sustituye por él, de la vida real en el Edificio MetLife en el espectáculo.
- La Torre de los Vengadores sirve como sede de los Vengadores en Marvel Future Avengers.
- Una versión alternativa de la Torre, llamada Torre Qeng, hace un cameo en el episodio de la serie Disney+, Loki, episodio 5, "Journey into Mystery", aparece una breve toma de una Torre Stark dañada en el Vacío a la que se han enviado variantes podadas, junto con otros edificios emblemáticos de la ciudad de Nueva York.[18]

### Películas
- La Torre Stark aparece como un lugar en The Avengers (2012).[19] Recientemente construida por Tony Stark, es alimentada por su propio Reactor Arc independiente, capaz de sustentar a la torre por un año sin costo alguno para la ciudad, lo que resulta en que Loki seleccione la torre como la ubicación donde utiliza el Teseracto para abrir un portal para traer a su ejército a la Tierra, tanto por la razón práctica del Reactor Arc proporcionándole el poder que necesita y el significado simbólico de su uso de la torre satisfaciendo su propio ego y el deseo de mofarse de los Vengadores. Después de que la batalla entre las fuerzas de Loki y los Vengadores destroza los niveles superiores de la torre (Loki lanzando a Stark por una ventana antes de que Iron Man le dispare y Hulk le golpeé, seguido de la Viuda Negra robando su bastón), queda en pie la letra "A" de "STARK", como un guiño a los Vengadores (Avengers). Tony es visto más tarde con planes para efectuar revisiones a la Torre Stark, incluyendo un piso para cada uno de los Vengadores y un avión. Esta versión de la Torre Stark fue "construida" en el lugar donde está el Edificio MetLife.
- La Torre Stark aparece como un diseño reformado, ahora conocida como la Torre de los Vengadores, aparece en Captain America: The Winter Soldier (2014). Esta torre es muy similar a la que se ve en The Avengers, pero cuenta con varios cambios, incluyendo un hangar de aviones y el signo "STARK" siendo sustituido por el logotipo "A" de los Vengadores.
- La Torre Stark volvió a aparecer en Avengers: Age of Ultron (2015), como la Torre de los Vengadores. En la película, la Torre es la sede principal de los Vengadores y cuenta con un salón, tres áreas de laboratorio, una sala de máquinas, un gimnasio, un área de relajación y un vestuario. Sin embargo, el equipo se muda de la torre al final de la película y se traslada a una nueva sede en el norte del estado de Nueva York.
- Se puede ver, nuevamente, la torre en la película Doctor Strange (2016). Primero visto antes del accidente de Stephen Strange y segundo durante la batalla de Strange en la Dimensión Espejo.
- La torre se puede ver nuevamente en la película Spider-Man: Homecoming (2017), donde se revela que Tony Stark planea venderlo para completar la mudanza de los Vengadores a su nueva sede en el Upstate de Nueva York. Un avión de carga, que se usó para transportar los elementos que quedan en la torre, fue secuestrado por el Buitre y luego detenido por Spider-Man, que logró salvar la carga antes de que pudiera ser robada. No se sabe quién la compró y hay muchas teorías sobre esto.
- La Torre de los Vengadores aparece brevemente en un tiro largo de Manhattan en Avengers: Infinity War (2018), cuando Ebony Maw y Obsidian llegan en nombre de Thanos para recuperar la Gema del Tiempo del Doctor Strange.
- En Avengers: Endgame (2019), aparece una versión alternativa de la Torre cuando Stark, Rogers y Scott Lang viajan en el tiempo cuántico a una línea de tiempo alternativa de 2012 para recuperar las Gemas del Espacio y la Mente. Rogers termina batiéndose en duelo con su yo alternativo en la Torre.
- En Spider-Man: lejos de casa (2019), la torre rediseñada aparece al final de la película. El cambio más destacado es un agujero artístico en el centro del edificio que funciona como un área de salón y jardín. En la escena, Spider-Man se desliza por la brecha.[20]
- En Thunderbolts* (2025), la torre rediseñada aparece nuevamente en la película, que ahora es llamada la "Watchtower", que fue comprada por Valentina Allegra de Fontaine. Al final, la torre es ahora de los Nuevos Vengadores — compuesto por Yelena Belova, John Walker, Ava Starr, Alexei Shostakov, Bucky Barnes y Bob durante una conferencia de prensa.

### Videojuegos
- La Torre Stark es una base y un nivel en el videojuego Marvel: Ultimate Alliance. Después de que el Helitransporte UNN Alpha de S.H.I.E.L.D. es dañado por el ataque de los Maestros del Mal del Dr. Muerte, Tony Stark ofrece su propiedad como una base provisional de operaciones. Los héroes tienen su sede allí hasta la misión en el Valle de los Espíritus, después de lo cual se trasladan al Sancta Sanctorum del Doctor Extraño para hacer frente a los conocimientos mágicos del Barón Mordo y Loki, ambos miembros de los Maestros del Mal. Más tarde, hacia el final del juego, los héroes vuelven a una versión retorcida de Muerte de la Torre Stark (apodada "Muertestark" en el juego), donde el jugador debe ayudar a Nick Furia a luchar contra las hordas de drones similares a Iron Man enviados por Muerte, y se preparan para la próxima batalla en el Castillo de Muerte en Latveria. En una cinemática, Stark afirma que hay 40 pisos en esta versión de la torre. Además, su complejo de laboratorio se vuelve disponible para la navegación después de ganar la misión de la Base Omega.
- La Torre Stark es un nivel completo en The Punisher. Frank Castle se infiltra en ella tras enterarse de que la banda del Sol Eterno quiere robar la alta tecnología de la torre. Iron Man aparece tras la salida de Punisher, viendo el gran desorden que la mafia y el vigilante han causado.
- La Torre Stark es también un punto de referencia en The Incredible Hulk y puede ser destruida. Dentro del juego, se dice que es el segundo edificio más alto en Manhattan, entre el Edificio Empire State y el Chrysler.
- La Torre Stark aparece en Spider-Man: Web of Shadows. Es de menor importancia al principio y el jugador puede visitar ocasionalmente el lugar. Más tarde, es una de las áreas más importantes en que el edificio es el área más segura posible (aparte de Industrias Wilson Fisk que está más tarde en otra zona segura) debido a la invasión simbionte. Durante ese tiempo, la Torre Stark sirve como un refugio de rescate y un hospital provisional. La Viuda Negra y S.H.I.E.L.D. usan la Torre Stark como la zona segura de civiles y campamento militar de S.H.I.E.L.D. Spider-Man podría rescatar civiles y ponerlos en la zona segura, además de los Domos Seguridad. Todos los agentes, caravanas, aeronaves y civiles no infectados de S.H.I.E.L.D. se encuentran allí. Para garantizar su seguridad, fueron colocadas cercas eléctricas allí, que podían desinfectar a una criatura simbionte. La Viuda Negra habla de su zona segura y su plan para Spider-Man y un Chapucero liberado. En una parte de la historia, la torre está siendo atacada por los simbionte zombi y simbiontes asesinos que tratan de abrir las barreras. Spider-Man ayuda a derrotar a los simbiontes zombi, mientras S.H.I.E.L.D. carga a todos los civiles en aeronaves. Una barrera se abre, por lo que los simbiontes berserker atacan y tratan de entrar en la Torre Stark. Spider-Man pide un ataque aéreo. El ataque aéreo elimina a los simbiontes y la Torre Stark es segura una vez más. Al igual que en los cómics principales, la Atalaya del Vigía está en la parte superior de la torre.
- La Torre Stark tuvo que aparecer en uno de los lugares de lucha en Marvel vs. Capcom: Infinite. En el modo historia del juego, la torre ahora aparece como parte de New Metro City tras la fusión de los mundos, y sirve como la sede de los héroes aliados. Sin embargo, más tarde es atacado por las fuerzas de "Ultron Sigma" y Jedah Dohma.
- La Torre Stark aparece en Marvel: Ultimate Alliance 2 como el centro principal durante el acto 1, y como el centro para el lado Pro-Registro de Iron Man durante el Acto 2. Su diseño es idéntico a cómo apareció en Marvel: Ultimate Alliance, pero no permite la entrada en el complejo de laboratorio de Iron Man. Más tarde en el juego, cae en control de The Fold, después de que los héroes colocados allí son derrotados.
- La Torre Stark es un nivel completo en el juego de Lego Lego Marvel Super Heroes. Iron Man y el Capitán América son enviados allí a detener a Aldrich Killian, que ha pirateado las medidas de seguridad de la torre. Al final, los dos héroes luchan contra Aldrich Killian y el Mandarín en un traje Hulkbuster robado.
- La Torre Stark es un escenario de lucha en Marvel Contest of Champions.

### Juguetes
- La Torre Stark aparece como un lugar en el juego de cartas coleccionables de Marvel VS System.